# 沢村ユリ
沢村 ユリ（さわむら ゆり、1983年11月21日 - ）は、埼玉県出身のグラビアアイドル。ラハイナ所属。

## 略歴・人物
スカウトで芸能界入り。グラビア、各種インターネットTVのゲスト出演、各種イベント、撮影会などで活動中。
趣味はダンスとホットヨガ。特技は1年間の留学経験をいかした英会話。またアイドル顔に似合わず、空手二段の腕前。

## 出演

### 映画
- スプリング☆デイズ（200年）

### CM
- 電通
- グリコ

### ネット配信
- アイドル丼（2006年）
- Meet the Girl（2006年）